# Grigori Olegowitsch Scheldakow
Grigori Olegowitsch Scheldakow (russisch Григорий Олегович Желдаков; * 11. Februar 1992 in Moskau) ist ein russischer Eishockeyspieler, der zuletzt beim HK Traktor Tscheljabinsk in der Kontinentalen Hockey-Liga unter Vertrag stand.

## Karriere
Grigori Scheldakow begann seine Karriere als Eishockeyspieler in seiner Heimatstadt in der Nachwuchsabteilung des HK Spartak Moskau, für dessen Profimannschaft er in der Saison 2009/10 sein Debüt in der Kontinentalen Hockey-Liga gab. Bei seinem einzigen Saisoneinsatz blieb er punkt- und straflos. Die gesamte restliche Spielzeit verbrachte er bei Spartaks Juniorenmannschaft in der erstmals ausgetragenen multinationalen Nachwuchsliga Molodjoschnaja Chokkeinaja Liga. Dort war er mit 18 Scorerpunkten, davon sechs Tore, in 52 Spielen erfolgreich.
In der Saison 2010/11 kam Scheldakow regelmäßig für das KHL-Team von Spartak Moskau zum Einsatz und wurde im Januar 2011 sogar zum Rookie des Monats der KHL gewählt. Parallel spielte er zudem weiterhin für Spartaks Junioren in der MHL.
Im Mai 2014 wechselte er zusammen mit Pawel Medwedew zum HK Jugra Chanty-Mansijsk. Zwischen 2016 und 2018 stand er bei Torpedo Nischni Nowgorod unter Vertrag, anschließend wechselte er für ein Jahr zum HK Traktor Tscheljabinsk.

### International
Für Russland nahm Scheldakow an der U18-Junioren-Weltmeisterschaft 2010 teil, bei der er mit seiner Mannschaft den vierten Platz belegte. Im Turnierverlauf erzielte er in sieben Spielen ein Tor und gab eine Vorlage. 

## Erfolge und Auszeichnungen
- 2011 KHL-Rookie des Monats Januar
- 2012 Silbermedaille bei der U20-Junioren-Weltmeisterschaft

## KHL-Statistik
(Stand: Ende der Saison 2013/14)